# Tetrabrometo de telúrio
Tetrabrometo de telúrio (TeBr
4
) é um composto químico inorgânico. Possui uma estrutura tetramérica semelhante ao tetracloreto de telúrio. Esse composto sido cristalino amarelo-alaranjado pode ser feito pela reação entre o bromo e o telúrio.
Na forma de vapor, o TeBr
4
 dissocia-se:
TeBr
4  →  TeBr
2 + Br
2

Esse composto conduz eletricidade quando fundido, dissociando-se nos íons TeBr+
3 e Br–
. Quando dissolvido em benzeno e tolueno, o TeBr
4
 está presente como o tetrâmero não ionizado Te
4Br
16
. Em solventes com propriedades doadoras de pares eletrônicos, como acetonitrila, são formados complexos iônicos CH
3CN
 que tornam a solução condutora:
TeBr
4 + 2CH
3CN  →  [(CH
3CN)
2TeBr
3]+ + Br–